# Grand Prix de Voleibol de 2014
El Grand Prix de Voleibol de 2014 es la vigésimo segunda (22.ª) edición del torneo anual más importante de voleibol femenino organizado por la Federación Internacional de Voleibol (FIVB). que por primera vez en su historia contará con 28 Equipos clasificados según su Ranking en la FIVB que a su vez serán divididos en 3 Grupos: Primera, Segunda y Tercera División que se dividen de la siguiente manera:

## Equipos participantes
- No hubo Torneo clasificatorio
- Todos los Equipos son Invitados

| CAVB                                                     | AVC                                                                | CEV | NORCECA                                                                      | CSV                       |
| -------------------------------------------------------- | ------------------------------------------------------------------ | --- | ---------------------------------------------------------------------------- | ------------------------- |
| Kenia Argelia                                            | Japón · China · Tailandia · Corea del Sur · Kazajistán · Australia | \| Italia · Rusia · Serbia · Alemania · Turquía · Polonia · \| Países Bajos · Bélgica · Croacia · República Checa · Bulgaria \| | Estados Unidos · República Dominicana · Puerto Rico · México · Canadá · Cuba | Brasil · Perú · Argentina |
| Italia · Rusia · Serbia · Alemania · Turquía · Polonia · | Países Bajos · Bélgica · Croacia · República Checa · Bulgaria      | |                                                                              |                           |

## Grupos
| Grupo 1                                                                                                | Grupo 1                                                               | Grupo 1                                                          |
| Semana 1                                                                                               | Semana 1                                                              | Semana 1                                                         |
| Serie A Ankara, Turquía                                                                                | Serie B Busan, Corea del Sur                                          | Serie C Roma, Italia                                             |
| --- | --------------------------------------------------------------------- | ---------------------------------------------------------------- |
| Estados Unidos (2) · Japón (3) · Rusia (6) · Turquía (11) ·                                            | Serbia (7) · Alemania (9) · Corea del Sur (10) · Tailandia (12) ·     | Brasil (1) · Italia (4) · China (5) · República Dominicana (8) · |
| Semana 2                                                                                               |                                                                       |                                                                  |
| Serie D São Paulo, Brasil                                                                              | Serie E Ankara, Turquía                                               | Serie F Hong Kong, China                                         |
| Brasil (1) · Estados Unidos (2) · Rusia (6) · Corea del Sur (10) ·                                     | Serbia (7) · República Dominicana (8) · Alemania (9) · Turquía (11) · | Japón (3) · Italia (4) · China (5) · Tailandia (12) ·            |
| Semana 3                                                                                               |                                                                       |                                                                  |
| Serie G Bangkok, Tailandia                                                                             | Serie H Novosibirsk, Rusia                                            | Serie I Macau, China                                             |
| Brasil (1) · Estados Unidos (2) · República Dominicana (8) · Tailandia (12) ·                          | Italia (4) · Rusia (6) · Alemania (9) · Turquía (11) ·                | Japón (3) China (5) Serbia (7) Corea del Sur (10)                |
| Semana 4                                                                                               |                                                                       |                                                                  |
| Final Six Tokio, Japón                                                                                 |                                                                       |                                                                  |
| Japón (País anfitrión) 1.er lugar 2.do lugar 3.er lugar 4.to lugar Mejor equipo de la Segunda División |                                                                       |                                                                  |

| Grupo 2                                                           | Grupo 2                                                              |
| Semana 1                                                          | Semana 1                                                             |
| Serie J Lima, Perú                                                | Serie K San Juan, Puerto Rico                                        |
| ----------------------------------------------------------------- | -------------------------------------------------------------------- |
| Polonia (15) · Perú (15) · Canadá (20) · Bélgica (22) ·           | Puerto Rico (17) · Países Bajos (18) · Argentina (18) · Cuba (21) ·  |
| Semana 2                                                          |                                                                      |
| Serie L Brussels, Bélgica                                         | Serie M Trujillo, Perú                                               |
| Países Bajos (18) · Argentina (18) · Canadá (20) · Bélgica (22) · | Polonia (15) · Perú (15) · Puerto Rico (17) · Cuba (21) ·            |
| Semana 3                                                          |                                                                      |
| Serie N Buenos Aires, Argentina                                   | Serie O Ámsterdam, Holanda                                           |
| Perú (15) · Argentina (18) · Canadá (20) · Cuba (21) ·            | Polonia (15) · Puerto Rico (17) · Países Bajos (18) · Bélgica (22) · |
| Semana 4                                                          |                                                                      |
| Final Four Koszalin, Polonia                                      |                                                                      |
| Polonia (País anfitrión) · 1.er lugar · 2.do lugar · 3.er lugar · |                                                                      |

| Grupo 3                                                                   | Grupo 3                                                       |
| Semana 1                                                                  | Semana 1                                                      |
| Serie P Almaty, Kazajistán                                                | Serie Q Tijuana, México                                       |
| ------------------------------------------------------------------------- | ------------------------------------------------------------- |
| Kazajistán (23) · Croacia (24) · República Checa (25) · Australia (100) · | Kenia (13) · Argelia (14) · México (28) · Bulgaria (35) ·     |
| Semana 2                                                                  |                                                               |
| Serie R Praga, República Checa                                            | Serie S Zagreb, Croacia                                       |
| Argelia (14) · Kazajistán (23) · República Checa (25) · México (28) ·     | Kenia (13) · Croacia (24) · Bulgaria (35) · Australia (100) · |
| Semana 3                                                                  |                                                               |
| Final Four Sofia, Bulgaria                                                |                                                               |
| Bulgaria (País anfitrión) 1.er lugar 2.do lugar 3.er lugar                |                                                               |

- Clasificación Mundial de la FIVB está actualizado al 7 de octubre de 2013

## Ronda intercontinental
Se formaron 3 grupos: Primera, Segunda y Tercera División.

### Grupo 1
Equipos correspondientes a la Primera División.

#### Tabla de posiciones
– Clasificado para competir en el hexagonal final del grupo 1. 
     – Clasificado para competir en el hexagonal final del grupo 1 como país anfitrión.
|     |                      |     | Partidos | Partidos | Partidos | Sets | Sets | Sets  | Puntos | Puntos | Puntos |
| Pos | Equipo               | Pts | PJ       | PG       | PP       | SG   | SP   | Ratio | PG     | PP     | Ratio  |
| --- | -------------------- | --- | -------- | -------- | -------- | ---- | ---- | ----- | ------ | ------ | ------ |
| 1   | Brasil               | 26  | 9        | 9        | 0        | 27   | 3    | 9.000 | 748    | 570    | 1.312  |
| 2   | China                | 17  | 9        | 5        | 4        | 21   | 15   | 1.400 | 829    | 773    | 1.072  |
| 3   | Turquía              | 16  | 9        | 6        | 3        | 22   | 17   | 1.294 | 883    | 868    | 1.017  |
| 4   | Rusia                | 16  | 9        | 5        | 4        | 19   | 16   | 1.188 | 807    | 777    | 1.039  |
| 5   | Estados Unidos       | 15  | 9        | 5        | 4        | 20   | 18   | 1.111 | 850    | 817    | 1.040  |
| 6   | Serbia               | 13  | 9        | 4        | 5        | 18   | 18   | 1.000 | 806    | 790    | 1.020  |
| 7   | Japón                | 13  | 9        | 4        | 5        | 17   | 20   | 0.850 | 784    | 831    | 0.943  |
| 8   | Corea del Sur        | 13  | 9        | 4        | 5        | 16   | 19   | 0.842 | 753    | 810    | 0.930  |
| 9   | Italia               | 12  | 9        | 5        | 4        | 18   | 18   | 1.000 | 769    | 780    | 0.986  |
| 10  | Alemania             | 12  | 9        | 4        | 5        | 16   | 18   | 0.889 | 761    | 786    | 0.968  |
| 11  | Tailandia            | 6   | 9        | 2        | 7        | 11   | 24   | 0.458 | 712    | 808    | 0.881  |
| 12  | República Dominicana | 3   | 9        | 1        | 8        | 7    | 26   | 0.269 | 689    | 781    | 0.882  |

#### Semana 1
Primer fin de semana de agosto.

##### Serie A
- Sede: Pabellón de voleibol Başkent, Ankara, Turquía.
- Las horas indicadas corresponden al huso horario local de Turquía (Hora de verano de Europa oriental – EEST): UTC+3.

| Fecha       | Hora  | Partido        | Partido   | Partido        | Sets  | Sets  | Sets  | Sets  | Sets  | Puntuación total | Reporte |
| Fecha       | Hora  |                | Resultado |                | 1     | 2     | 3     | 4     | 5     | Puntuación total | Reporte |
| ----------- | ----- | -------------- | --------- | -------------- | ----- | ----- | ----- | ----- | ----- | ---------------- | ------- |
| 1 de agosto | 16:00 | Estados Unidos | 1 – 3     | Rusia          | 25-22 | 18-25 | 20-25 | 20-25 | -     | 83 – 97          | P2 P3   |
| 1 de agosto | 19:00 | Turquía        | 3 – 0     | Japón          | 29-27 | 25-19 | 25-21 | -     | -     | 79 – 67          | P2 P3   |
| 2 de agosto | 16:00 | Rusia          | 3 – 1     | Japón          | 25-23 | 25-13 | 24-26 | 25-18 | -     | 99 – 80          | P2 P3   |
| 2 de agosto | 19:00 | Turquía        | 3 – 2     | Estados Unidos | 25-21 | 27-29 | 25-21 | 20-25 | 15-12 | 112 – 108        | P2 P3   |
| 3 de agosto | 16:00 | Japón          | 2 – 3     | Estados Unidos | 27-25 | 17-25 | 22-25 | 26-24 | 11-15 | 103 – 114        | P2 P3   |
| 3 de agosto | 19:00 | Turquía        | 3 – 2     | Rusia          | 25-23 | 29-27 | 14-25 | 18-25 | 15-10 | 101 – 110        | P2 P3   |

##### Serie B
- Sede: Estadio Hwaseong, Hwaseong, Corea del Sur.
- Las horas indicadas corresponden al huso horario local de Corea del Sur (Tiempo estándar de Corea): UTC+9.

| Fecha       | Hora  | Partido       | Partido   | Partido   | Sets  | Sets  | Sets  | Sets  | Sets  | Puntuación total | Reporte |
| Fecha       | Hora  |               | Resultado |           | 1     | 2     | 3     | 4     | 5     | Puntuación total | Reporte |
| ----------- | ----- | ------------- | --------- | --------- | ----- | ----- | ----- | ----- | ----- | ---------------- | ------- |
| 1 de agosto | 13:40 | Serbia        | 3 – 0     | Alemania  | 26-24 | 25-20 | 25-15 | -     | -     | 76 – 59          | P2 P3   |
| 1 de agosto | 16:10 | Corea del Sur | 3 – 1     | Tailandia | 23-25 | 25-22 | 25-16 | 25-20 | -     | 98 – 83          | P2 P3   |
| 2 de agosto | 14:10 | Corea del Sur | 3 – 1     | Alemania  | 21-25 | 25-20 | 25-22 | 25-21 | -     | 96 – 88          | P2 P3   |
| 2 de agosto | 16:40 | Serbia        | 2 – 3     | Tailandia | 19-25 | 25-18 | 25-20 | 19-25 | 13-15 | 101 – 103        | P2 P3   |
| 3 de agosto | 14:10 | Corea del Sur | 1 – 3     | Serbia    | 22-25 | 24-26 | 25-21 | 9-25  | -     | 80 – 97          | P2 P3   |
| 3 de agosto | 16:40 | Tailandia     | 0 – 3     | Alemania  | 21-25 | 22-25 | 21-25 | -     | -     | 64 – 75          | P2 P3   |

##### Serie C
- Sede: Pala Serradimigni, Sassari, Italia.
- Las horas indicadas corresponden al huso horario local de Italia (Hora de verano de Europa central): UTC+2.

| Fecha       | Hora  | Partido         | Partido   | Partido         | Sets  | Sets  | Sets  | Sets  | Sets  | Puntuación total | Reporte |
| Fecha       | Hora  |                 | Resultado |                 | 1     | 2     | 3     | 4     | 5     | Puntuación total | Reporte |
| ----------- | ----- | --------------- | --------- | --------------- | ----- | ----- | ----- | ----- | ----- | ---------------- | ------- |
| 1 de agosto | 17:30 | Brasil          | 3 – 1     | China           | 25-21 | 23-25 | 25-17 | 25-16 | -     | 98 – 79          | P2 P3   |
| 1 de agosto | 20:00 | Italia          | 3 – 0     | Rep. Dominicana | 25-18 | 25-23 | 25-15 | -     | -     | 75 – 56          | P2 P3   |
| 2 de agosto | 17:30 | China           | 3 – 0     | Rep. Dominicana | 25-18 | 25-21 | 25-23 | -     | -     | 75 – 62          | P2 P3   |
| 2 de agosto | 20:00 | Brasil          | 3 – 0     | Italia          | 25-21 | 25-16 | 25-15 | -     | -     | 75 – 52          | P2 P3   |
| 3 de agosto | 17:30 | Rep. Dominicana | 0 – 3     | Brasil          | 24-26 | 19-25 | 18-25 | -     | -     | 61 – 76          | P2 P3   |
| 3 de agosto | 20:00 | Italia          | 3 – 2     | China           | 25-18 | 18-25 | 25-22 | 18-25 | 15-10 | 101 – 100        | P2 P3   |

#### Semana 2
Segundo fin de semana de agosto.

##### Serie D
- Sede: Ginasio do Ibirapuera, São Paulo, Brasil.
- Las horas indicadas corresponden al huso horario local de São Paulo (Tiempo de Brasilia): UTC-3.

| Fecha        | Hora  | Partido        | Partido   | Partido        | Sets  | Sets  | Sets  | Sets  | Sets | Puntuación total | Reporte |
| Fecha        | Hora  |                | Resultado |                | 1     | 2     | 3     | 4     | 5    | Puntuación total | Reporte |
| ------------ | ----- | -------------- | --------- | -------------- | ----- | ----- | ----- | ----- | ---- | ---------------- | ------- |
| 8 de agosto  | 11:00 | Rusia          | 1 – 3     | Estados Unidos | 25-22 | 19-25 | 18-25 | 17-25 | -    | 79 – 97          | P2 P3   |
| 8 de agosto  | 14:45 | Brasil         | 3 – 0     | Corea del Sur  | 25-16 | 25-12 | 25-15 | -     | -    | 75 – 43          | P2 P3   |
| 9 de agosto  | 10:00 | Brasil         | 3 – 0     | Rusia          | 25-15 | 25-21 | 25-17 | -     | -    | 75 – 53          | P2 P3   |
| 9 de agosto  | 12:30 | Estados Unidos | 3 – 0     | Corea del Sur  | 25-15 | 25-17 | 25-16 | -     | -    | 75 – 48          | P2 P3   |
| 10 de agosto | 10:00 | Brasil         | 3 – 0     | Estados Unidos | 25-20 | 25-22 | 29-27 | -     | -    | 79 – 69          | P2 P3   |
| 10 de agosto | 12:30 | Rusia          | 1 – 3     | Corea del Sur  | 25-21 | 21-25 | 25-27 | 22-25 | -    | 93 – 98          | P2 P3   |

##### Serie E
- Sede: Pabellón de voleibol Başkent, Ankara, Turquía.
- Las horas indicadas corresponden al huso horario local de Turquía (Hora de verano de Europa oriental): UTC+3.

| Fecha        | Hora  | Partido         | Partido   | Partido         | Sets  | Sets  | Sets  | Sets  | Sets  | Puntuación total | Reporte |
| Fecha        | Hora  |                 | Resultado |                 | 1     | 2     | 3     | 4     | 5     | Puntuación total | Reporte |
| ------------ | ----- | --------------- | --------- | --------------- | ----- | ----- | ----- | ----- | ----- | ---------------- | ------- |
| 8 de agosto  | 16:00 | Serbia          | 0 – 3     | Alemania        | 21-25 | 28-30 | 18-25 | -     | -     | 67 – 80          | P2 P3   |
| 8 de agosto  | 19:00 | Turquía         | 2 – 3     | Rep. Dominicana | 25-23 | 25-19 | 22-25 | 22-25 | 9-15  | 103 – 107        | P2 P3   |
| 9 de agosto  | 16:00 | Alemania        | 3 – 2     | Rep. Dominicana | 25-19 | 19-25 | 22-25 | 25-16 | 16-14 | 107 – 99         | P2 P3   |
| 9 de agosto  | 19:00 | Turquía         | 3 – 2     | Serbia          | 18-25 | 25-19 | 22-25 | 25-20 | 17-15 | 107 – 104        | P2 P3   |
| 10 de agosto | 16:00 | Rep. Dominicana | 0 – 3     | Serbia          | 21-25 | 22-25 | 25-27 | -     | -     | 68 – 77          | P2 P3   |
| 10 de agosto | 19:00 | Turquía         | 3 – 1     | Alemania        | 25-15 | 25-19 | 21-25 | 25-20 | -     | 96 – 79          | P2 P3   |

##### Serie F
- Sede: Hong Kong Coliseum, Hong Kong, China.
- Las horas indicadas corresponden al huso horario local de China (Tiempo estándar de China): UTC+8.

| Fecha        | Hora  | Partido | Partido   | Partido   | Sets  | Sets  | Sets  | Sets  | Sets  | Puntuación total | Reporte |
| Fecha        | Hora  |         | Resultado |           | 1     | 2     | 3     | 4     | 5     | Puntuación total | Reporte |
| ------------ | ----- | ------- | --------- | --------- | ----- | ----- | ----- | ----- | ----- | ---------------- | ------- |
| 8 de agosto  | 18:30 | Japón   | 2 – 3     | Italia    | 20-25 | 17-25 | 25-21 | 25-20 | 11-15 | 98 – 106         | P2 P3   |
| 8 de agosto  | 20:30 | China   | 3 – 1     | Tailandia | 29-27 | 25-18 | 20-25 | 25-15 | -     | 99 – 85          | P2 P3   |
| 9 de agosto  | 13:15 | Italia  | 3 – 0     | Tailandia | 25-19 | 25-21 | 25-23 | -     | -     | 75 – 63          | P2 P3   |
| 9 de agosto  | 15:45 | China   | 3 – 0     | Japón     | 25-16 | 25-14 | 25-22 | -     | -     | 75 – 52          | P2 P3   |
| 10 de agosto | 13:15 | Japón   | 3 – 1     | Tailandia | 25-18 | 25-15 | 19-25 | 25-20 | -     | 94 – 78          | P2 P3   |
| 10 de agosto | 15:45 | China   | 3 – 1     | Italia    | 25-20 | 25-18 | 22-25 | 25-16 | -     | 97 – 79          | P2 P3   |

#### Semana 3
Tercer fin de semana de agosto.

##### Serie G
- Sede: Estadio Cubierto Huamark, Bangkok, Tailandia.
- Las horas indicadas corresponden al huso horario local de Tailandia (Tiempo de Indochina): UTC+7.

| Fecha        | Hora  | Partido         | Partido   | Partido         | Sets  | Sets  | Sets  | Sets  | Sets  | Puntuación total | Reporte |
| Fecha        | Hora  |                 | Resultado |                 | 1     | 2     | 3     | 4     | 5     | Puntuación total | Reporte |
| ------------ | ----- | --------------- | --------- | --------------- | ----- | ----- | ----- | ----- | ----- | ---------------- | ------- |
| 15 de agosto | 16:00 | Tailandia       | 3 – 1     | Rep. Dominicana | 25-17 | 25-23 | 20-25 | 25-22 | -     | 95 – 87          | P2 P3   |
| 15 de agosto | 18:30 | Brasil          | 3 – 2     | Estados Unidos  | 29-31 | 22-25 | 25-22 | 25-19 | 15-9  | 116 – 106        | P2 P3   |
| 16 de agosto | 14:00 | Brasil          | 3 – 0     | Rep. Dominicana | 25-19 | 25-11 | 29-27 | -     | -     | 79 – 57          | P2 P3   |
| 16 de agosto | 16:30 | Tailandia       | 2 – 3     | Estados Unidos  | 19-25 | 25-19 | 25-20 | 12-25 | 10-15 | 91 – 104         | P2 P3   |
| 17 de agosto | 14:00 | Rep. Dominicana | 1 – 3     | Estados Unidos  | 21-25 | 25-15 | 19-25 | 27-29 | -     | 92 – 94          | P2 P3   |
| 17 de agosto | 16:30 | Tailandia       | 0 – 3     | Brasil          | 15-25 | 18-25 | 17-25 | -     | -     | 50 – 75          | P2 P3   |

##### Serie H
- Sede: DS Yantarny, Kaliningrado, Rusia.
- Las horas indicadas corresponden al huso horario local de Kaliningrado (Hora de la Europa oriental lejana): UTC+3.

| Fecha        | Hora  | Partido  | Partido   | Partido  | Sets  | Sets  | Sets  | Sets  | Sets  | Puntuación total | Reporte |
| Fecha        | Hora  |          | Resultado |          | 1     | 2     | 3     | 4     | 5     | Puntuación total | Reporte |
| ------------ | ----- | -------- | --------- | -------- | ----- | ----- | ----- | ----- | ----- | ---------------- | ------- |
| 15 de agosto | 16:40 | Turquía  | 1 – 3     | Alemania | 25-20 | 34-36 | 20-25 | 22-25 | -     | 101 – 106        | P2 P3   |
| 15 de agosto | 19:10 | Rusia    | 3 – 1     | Italia   | 25-27 | 25-19 | 25-19 | 25-18 | -     | 100 – 83         | P2 P3   |
| 16 de agosto | 16:40 | Italia   | 3 – 2     | Alemania | 22-25 | 21-25 | 25-18 | 25-14 | 15-12 | 108 – 94         | P2 P3   |
| 16 de agosto | 19:10 | Rusia    | 3 – 1     | Turquía  | 28-26 | 19-25 | 25-21 | 25-15 | -     | 97 – 87          | P2 P3   |
| 17 de agosto | 16:40 | Italia   | 1 – 3     | Turquía  | 23-25 | 19-25 | 25-22 | 23-25 | -     | 90 – 97          | P2 P3   |
| 17 de agosto | 19:10 | Alemania | 0 – 3     | Rusia    | 25-27 | 24-26 | 24-26 | -     | -     | 73 – 79          | P2 P3   |

##### Serie I
- Sede: Macau Forum, Macao, China.
- Las horas indicadas corresponden al huso horario local de China (Tiempo estándar de China): UTC+8.

| Fecha        | Hora  | Partido       | Partido   | Partido       | Sets  | Sets  | Sets  | Sets  | Sets  | Puntuación total | Reporte |
| Fecha        | Hora  |               | Resultado |               | 1     | 2     | 3     | 4     | 5     | Puntuación total | Reporte |
| ------------ | ----- | ------------- | --------- | ------------- | ----- | ----- | ----- | ----- | ----- | ---------------- | ------- |
| 15 de agosto | 17:00 | Japón         | 3 – 1     | Serbia        | 25-17 | 10-25 | 25-17 | 25-19 | -     | 85 – 78          | P2 P3   |
| 15 de agosto | 20:30 | China         | 3 – 1     | Corea del Sur | 24-26 | 25-18 | 25-22 | 25-19 | -     | 99 – 85          | P2 P3   |
| 16 de agosto | 14:30 | Japón         | 3 – 2     | Corea del Sur | 22-25 | 25-21 | 20-25 | 27-25 | 15-13 | 109 – 109        | P2 P3   |
| 16 de agosto | 17:00 | China         | 2 – 3     | Serbia        | 26-24 | 26-28 | 25-21 | 20-25 | 15-17 | 112 – 115        | P2 P3   |
| 17 de agosto | 13:00 | Corea del Sur | 3 – 1     | Serbia        | 20-25 | 25-23 | 25-19 | 26-24 | -     | 96 – 91          | P2 P3   |
| 17 de agosto | 15:30 | China         | 1 – 3     | Japón         | 20-25 | 22-25 | 25-18 | 26-28 | -     | 93 – 96          | P2 P3   |

### Grupo 2
Equipos correspondientes a la Segunda División.

#### Tabla de posiciones
– Clasificado para competir en la ronda final del grupo 2. 
     – Clasificado para competir en la ronda final del grupo 2 como país anfitrión.
|     |              |     | Partidos | Partidos | Partidos | Sets | Sets | Sets  | Puntos | Puntos | Puntos |
| Pos | Equipo       | Pts | PJ       | PG       | PP       | SG   | SP   | Ratio | PG     | PP     | Ratio  |
| --- | ------------ | --- | -------- | -------- | -------- | ---- | ---- | ----- | ------ | ------ | ------ |
| 1   | Países Bajos | 23  | 9        | 8        | 1        | 26   | 7    | 3.714 | 771    | 646    | 1.193  |
| 2   | Bélgica      | 19  | 9        | 6        | 3        | 21   | 9    | 2.333 | 714    | 629    | 1.135  |
| 3   | Puerto Rico  | 19  | 9        | 7        | 2        | 21   | 12   | 1.750 | 756    | 685    | 1.104  |
| 4   | Polonia      | 14  | 9        | 5        | 4        | 17   | 17   | 1.000 | 738    | 736    | 1.003  |
| 5   | Argentina    | 13  | 9        | 4        | 5        | 14   | 18   | 0.778 | 718    | 715    | 1.004  |
| 6   | Perú         | 9   | 9        | 3        | 6        | 12   | 21   | 0.571 | 713    | 757    | 0.942  |
| 7   | Canadá       | 6   | 9        | 2        | 7        | 11   | 23   | 0.478 | 701    | 790    | 0.887  |
| 8   | Cuba         | 5   | 9        | 1        | 8        | 9    | 24   | 0.375 | 666    | 795    | 0.838  |

#### Semana 1
Último fin de semana de julio.

##### Serie J
- Sede: Coliseo Eduardo Dibós, Lima, Perú
- Las horas indicadas corresponden al huso horario local de Perú (Tiempo del este): UTC-5

| Fecha       | Hora  | Partido | Partido   | Partido | Sets  | Sets  | Sets  | Sets  | Sets | Puntuación total | Reporte |
| Fecha       | Hora  |         | Resultado |         | 1     | 2     | 3     | 4     | 5    | Puntuación total | Reporte |
| ----------- | ----- | ------- | --------- | ------- | ----- | ----- | ----- | ----- | ---- | ---------------- | ------- |
| 25 de julio | 16:40 | Polonia | 3 – 1     | Bélgica | 25-18 | 25-23 | 22-25 | 25-21 | -    | 97 – 87          | P2 P3   |
| 25 de julio | 19:10 | Perú    | 3 – 1     | Canadá  | 25-21 | 25-18 | 25-27 | 25-16 | -    | 100 – 82         | P2 P3   |
| 26 de julio | 15:40 | Polonia | 3 – 1     | Canadá  | 25-15 | 14-25 | 25-21 | 25-11 | -    | 89 – 72          | P2 P3   |
| 26 de julio | 18:10 | Perú    | 0 – 3     | Bélgica | 21-25 | 14-25 | 19-25 | -     | -    | 54 – 75          | P2 P3   |
| 27 de julio | 15:40 | Bélgica | 3 – 0     | Canadá  | 25-13 | 25-19 | 28-26 | -     | -    | 78 – 58          | P2 P3   |
| 27 de julio | 18:10 | Perú    | 1 – 3     | Polonia | 22-25 | 23-25 | 25-21 | 20-25 | -    | 90 – 96          | P2 P3   |

##### Serie K
- Sede: Coliseo Guillermo Angulo, Carolina, Puerto Rico
- Las horas indicadas corresponden al huso horario local de Puerto Rico (Tiempo del Atlántico): UTC-4

| Fecha       | Hora  | Partido      | Partido   | Partido      | Sets  | Sets  | Sets  | Sets  | Sets | Puntuación total | Reporte |
| Fecha       | Hora  |              | Resultado |              | 1     | 2     | 3     | 4     | 5    | Puntuación total | Reporte |
| ----------- | ----- | ------------ | --------- | ------------ | ----- | ----- | ----- | ----- | ---- | ---------------- | ------- |
| 25 de julio | 17:10 | Países Bajos | 3 – 0     | Cuba         | 25-11 | 25-13 | 25-20 | -     | -    | 75 – 44          | P2 P3   |
| 25 de julio | 20:10 | Puerto Rico  | 3 – 0     | Argentina    | 25-22 | 25-18 | 25-22 | -     | -    | 75 – 62          | P2 P3   |
| 26 de julio | 17:10 | Cuba         | 1 – 3     | Argentina    | 18-25 | 25-23 | 23-25 | 12-25 | -    | 78 – 98          | P2 P3   |
| 26 de julio | 20:10 | Puerto Rico  | 0 – 3     | Países Bajos | 22-25 | 11-25 | 22-25 | -     | -    | 55 – 75          | P2 P3   |
| 27 de julio | 17:10 | Argentina    | 0 – 3     | Países Bajos | 19-25 | 19-25 | 24-26 | -     | -    | 62 – 76          | P2 P3   |
| 27 de julio | 20:10 | Puerto Rico  | 3 – 0     | Cuba         | 25-20 | 25-17 | 25-17 | -     | -    | 75 – 54          | P2 P3   |

#### Semana 2
Primer fin de semana de agosto.

##### Serie L
- Sede: Sportoase Leuven, Lovaina, Bélgica
- Las horas indicadas corresponden al huso horario local de Bélgica (Hora de verano de Europa central): UTC+2.

| Fecha       | Hora  | Partido      | Partido   | Partido      | Sets  | Sets  | Sets  | Sets  | Sets  | Puntuación total | Reporte |
| Fecha       | Hora  |              | Resultado |              | 1     | 2     | 3     | 4     | 5     | Puntuación total | Reporte |
| ----------- | ----- | ------------ | --------- | ------------ | ----- | ----- | ----- | ----- | ----- | ---------------- | ------- |
| 1 de agosto | 16:40 | Países Bajos | 3 – 0     | Argentina    | 25-20 | 25-18 | 25-12 | -     | -     | 75 – 50          | P2 P3   |
| 1 de agosto | 20:10 | Bélgica      | 3 – 0     | Canadá       | 25-17 | 25-20 | 25-19 | -     | -     | 75 – 56          | P2 P3   |
| 2 de agosto | 16:40 | Argentina    | 2 – 3     | Canadá       | 25-23 | 25-22 | 24-26 | 22-25 | 13-15 | 109 – 111        | P2 P3   |
| 2 de agosto | 20:10 | Países Bajos | 3 – 2     | Bélgica      | 27-29 | 20-25 | 25-19 | 25-23 | 15-6  | 112 – 102        | P2 P3   |
| 3 de agosto | 14:40 | Canadá       | 2 – 3     | Países Bajos | 25-15 | 20-25 | 19-25 | 25-21 | 9-15  | 98 – 101         | P2 P3   |
| 3 de agosto | 18:10 | Argentina    | 0 – 3     | Bélgica      | 26-28 | 16-25 | 19-25 | -     | -     | 61 – 78          | P2 P3   |

##### Serie M
- Sede: Coliseo Gran Chimú, Trujillo, Perú
- Las horas indicadas corresponden al huso horario local de Perú (Tiempo del este): UTC-5

| Fecha       | Hora  | Partido | Partido   | Partido     | Sets  | Sets  | Sets  | Sets  | Sets  | Puntuación total | Reporte |
| Fecha       | Hora  |         | Resultado |             | 1     | 2     | 3     | 4     | 5     | Puntuación total | Reporte |
| ----------- | ----- | ------- | --------- | ----------- | ----- | ----- | ----- | ----- | ----- | ---------------- | ------- |
| 1 de agosto | 16:40 | Polonia | 3 – 0     | Cuba        | 25-21 | 26-24 | 25-12 | -     | -     | 76 – 57          | P2 P3   |
| 1 de agosto | 19:10 | Perú    | 0 – 3     | Puerto Rico | 23-25 | 16-25 | 22-25 | -     | -     | 61 – 75          | P2 P3   |
| 2 de agosto | 15:40 | Polonia | 1 – 3     | Puerto Rico | 24-26 | 26-24 | 10-25 | 22-25 | -     | 82 – 100         | P2 P3   |
| 2 de agosto | 18:10 | Perú    | 3 – 0     | Cuba        | 25-20 | 25-21 | 25-17 | -     | -     | 75 – 58          | P2 P3   |
| 3 de agosto | 15:40 | Cuba    | 2 – 3     | Puerto Rico | 15-25 | 25-22 | 26-24 | 16-25 | 12-15 | 94 – 111         | P2 P3   |
| 3 de agosto | 18:10 | Perú    | 2 – 3     | Polonia     | 25-18 | 23-25 | 18-25 | 25-22 | 12-15 | 103 – 105        | P2 P3   |

#### Semana 3
Segundo fin de semana de agosto.

##### Serie N
- Sede: Microestadio Lomas de Zamora, Lomas de Zamora, Argentina
- Las horas indicadas corresponden al huso horario local de Argentina (Hora oficial argentina): UTC-3

| Fecha        | Hora  | Partido   | Partido   | Partido | Sets  | Sets  | Sets  | Sets  | Sets  | Puntuación total | Reporte |
| Fecha        | Hora  |           | Resultado |         | 1     | 2     | 3     | 4     | 5     | Puntuación total | Reporte |
| ------------ | ----- | --------- | --------- | ------- | ----- | ----- | ----- | ----- | ----- | ---------------- | ------- |
| 8 de agosto  | 18:40 | Canadá    | 0 – 3     | Cuba    | 25-27 | 18-25 | 22-25 | -     | -     | 65 – 77          | P2 P3   |
| 8 de agosto  | 21:10 | Argentina | 3 – 0     | Perú    | 25-13 | 25-22 | 25-15 | -     | -     | 75 – 50          | P2 P3   |
| 9 de agosto  | 18:10 | Cuba      | 2 – 3     | Perú    | 25-27 | 30-28 | 23-25 | 25-22 | 13-15 | 116 – 117        | P2 P3   |
| 9 de agosto  | 20:40 | Argentina | 3 – 1     | Canadá  | 25-22 | 23-25 | 25-21 | 25-16 | -     | 98 – 84          | P2 P3   |
| 10 de agosto | 18:10 | Perú      | 0 – 3     | Canadá  | 21-25 | 20-25 | 22-25 | -     | -     | 63 – 75          | P2 P3   |
| 10 de agosto | 20:40 | Argentina | 3 – 1     | Cuba    | 25-21 | 25-15 | 28-30 | 25-22 | -     | 103 – 88         | P2 P3   |

##### Serie O
- Sede: Topsport Centre Doetinchem, Doetinchem, Países Bajos
- Las horas indicadas corresponden al huso horario local de los Países Bajos (Hora de verano de Europa central): UTC+2.

| Fecha        | Hora  | Partido      | Partido   | Partido      | Sets  | Sets  | Sets  | Sets  | Sets  | Puntuación total | Reporte |
| Fecha        | Hora  |              | Resultado |              | 1     | 2     | 3     | 4     | 5     | Puntuación total | Reporte |
| ------------ | ----- | ------------ | --------- | ------------ | ----- | ----- | ----- | ----- | ----- | ---------------- | ------- |
| 8 de agosto  | 16:00 | Bélgica      | 3 – 0     | Polonia      | 25-20 | 25-19 | 25-12 | -     | -     | 75 – 51          | P2 P3   |
| 8 de agosto  | 19:00 | Países Bajos | 2 – 3     | Puerto Rico  | 25-23 | 25-20 | 21-25 | 22-25 | 13-15 | 106 – 108        | P2 P3   |
| 9 de agosto  | 15:00 | Puerto Rico  | 3 – 1     | Polonia      | 25-18 | 25-18 | 18-25 | 25-22 | -     | 93 – 83          | P2 P3   |
| 9 de agosto  | 18:00 | Países Bajos | 3 – 0     | Bélgica      | 25-22 | 26-24 | 25-20 | -     | -     | 76 – 66          | P2 P3   |
| 10 de agosto | 15:00 | Puerto Rico  | 0 – 3     | Bélgica      | 16-25 | 22-25 | 26-28 | -     | -     | 64 – 78          | P2 P3   |
| 10 de agosto | 18:00 | Polonia      | 0 – 3     | Países Bajos | 18-25 | 21-25 | 20-25 | -     | -     | 59 – 75          | P2 P3   |

### Grupo 3
Equipos correspondientes a la Tercera División.

#### Tabla de posiciones
– Clasificado para competir en la ronda final del grupo 3. 
     – Clasificado para competir en la ronda final del grupo 3 como país anfitrión.
|     |                 |     | Partidos | Partidos | Partidos | Sets | Sets | Sets  | Puntos | Puntos | Puntos |
| Pos | Equipo          | Pts | PJ       | PG       | PP       | SG   | SP   | Ratio | PG     | PP     | Ratio  |
| --- | --------------- | --- | -------- | -------- | -------- | ---- | ---- | ----- | ------ | ------ | ------ |
| 1   | República Checa | 18  | 6        | 6        | 0        | 18   | 2    | 9.000 | 502    | 373    | 1.346  |
| 2   | Bulgaria        | 16  | 6        | 6        | 0        | 18   | 7    | 2.571 | 597    | 494    | 1.209  |
| 3   | Croacia         | 12  | 6        | 4        | 2        | 14   | 8    | 1.750 | 529    | 481    | 1.100  |
| 4   | Kazajistán      | 9   | 6        | 3        | 3        | 11   | 9    | 1.222 | 455    | 426    | 1.068  |
| 5   | Kenia           | 9   | 6        | 3        | 3        | 12   | 12   | 1.000 | 503    | 516    | 0.975  |
| 6   | México          | 6   | 6        | 2        | 4        | 8    | 13   | 0.615 | 452    | 495    | 0.913  |
| 7   | Australia       | 1   | 6        | 0        | 6        | 3    | 18   | 0.167 | 382    | 500    | 0.764  |
| 8   | Argelia         | 1   | 6        | 0        | 6        | 3    | 18   | 0.167 | 375    | 510    | 0.735  |

#### Semana 1
Último fin de semana de julio.

##### Serie P
- Sede: Baluan Sports and Culture Palace, Almatý, Kazajistán
- Las horas indicadas corresponden al huso horario local de la ciudad de Almatý (Tiempo Alma-Ata) – ALMT: UTC+6

| Fecha       | Hora  | Partido    | Partido   | Partido         | Sets  | Sets  | Sets  | Sets  | Sets | Puntuación total | Reporte |
| Fecha       | Hora  |            | Resultado |                 | 1     | 2     | 3     | 4     | 5    | Puntuación total | Reporte |
| ----------- | ----- | ---------- | --------- | --------------- | ----- | ----- | ----- | ----- | ---- | ---------------- | ------- |
| 25 de julio | 15:00 | Croacia    | 1 – 3     | República Checa | 30-32 | 21-25 | 25-19 | 20-25 | -    | 96 – 101         | P2 P3   |
| 25 de julio | 18:00 | Kazajistán | 3 – 0     | Australia       | 25-21 | 25-16 | 25-16 | -     | -    | 75 – 53          | P2 P3   |
| 26 de julio | 15:00 | Australia  | 0 – 3     | República Checa | 21-25 | 14-25 | 20-25 | -     | -    | 55 – 75          | P2 P3   |
| 26 de julio | 18:00 | Kazajistán | 1 – 3     | Croacia         | 22-25 | 22-25 | 27-25 | 20-25 | -    | 91 – 100         | P2 P3   |
| 27 de julio | 15:00 | Croacia    | 3 – 0     | Australia       | 25-18 | 25-12 | 25-17 | -     | -    | 75 – 47          | P2 P3   |
| 27 de julio | 18:00 | Kazajistán | 1 – 3     | República Checa | 16-25 | 24-26 | 27-25 | 16-25 | -    | 83 – 101         | P2 P3   |

##### Serie Q
- Sede: Gimnasio Olímpico Juan de la Barrera, Ciudad de México, México
- Las horas indicadas corresponden al huso horario local de la Ciudad de México (Tiempo del centro en horario de verano): UTC-5

| Fecha       | Hora  | Partido  | Partido   | Partido  | Sets  | Sets  | Sets  | Sets  | Sets  | Puntuación total | Reporte |
| Fecha       | Hora  |          | Resultado |          | 1     | 2     | 3     | 4     | 5     | Puntuación total | Reporte |
| ----------- | ----- | -------- | --------- | -------- | ----- | ----- | ----- | ----- | ----- | ---------------- | ------- |
| 25 de julio | 17:00 | Argelia  | 2 – 3     | Bulgaria | 15-25 | 25-22 | 18-25 | 25-23 | 17-19 | 100 – 114        | P2 P3   |
| 25 de julio | 19:30 | México   | 1 – 3     | Kenia    | 18-25 | 23-25 | 25-18 | 22-25 | -     | 88 – 93          | P2 P3   |
| 26 de julio | 15:30 | Bulgaria | 3 – 2     | Kenia    | 25-20 | 23-25 | 26-24 | 24-26 | 15-12 | 113 – 107        | P2 P3   |
| 26 de julio | 18:00 | México   | 3 – 0     | Argelia  | 25-19 | 25-22 | 25-23 | -     | -     | 75 – 64          | P2 P3   |
| 27 de julio | 14:00 | Kenia    | 3 – 0     | Argelia  | 25-14 | 25-18 | 25-13 | -     | -     | 75 – 45          | P2 P3   |
| 27 de julio | 16:30 | México   | 1 – 3     | Bulgaria | 23-25 | 20-25 | 25-23 | 21-25 | -     | 89 – 98          | P2 P3   |

#### Semana 2
Primer fin de semana de agosto.

##### Serie R
- Sede: City Hall Brno, Brno, República Checa
- Las horas indicadas corresponden al huso horario local de República Checa (Hora de verano de Europa central): UTC+2.

| Fecha       | Hora  | Partido         | Partido   | Partido         | Sets  | Sets  | Sets  | Sets  | Sets | Puntuación total | Reporte |
| Fecha       | Hora  |                 | Resultado |                 | 1     | 2     | 3     | 4     | 5    | Puntuación total | Reporte |
| ----------- | ----- | --------------- | --------- | --------------- | ----- | ----- | ----- | ----- | ---- | ---------------- | ------- |
| 1 de agosto | 16:00 | México          | 0 – 3     | Kazajistán      | 18-25 | 16-25 | 19-25 | -     | -    | 53 – 75          | P2 P3   |
| 1 de agosto | 19:00 | República Checa | 3 – 0     | Argelia         | 25-8  | 25-7  | 25-17 | -     | -    | 75 – 32          | P2 P3   |
| 2 de agosto | 16:00 | México          | 0 – 3     | República Checa | 14-25 | 18-25 | 19-25 | -     | -    | 51 – 75          | P2 P3   |
| 2 de agosto | 19:00 | Kazajistán      | 3 – 0     | Argelia         | 25-8  | 25-19 | 25-17 | -     | -    | 75 – 44          | P2 P3   |
| 3 de agosto | 14:30 | Argelia         | 1 – 3     | México          | 27-29 | 25-17 | 20-25 | 18-25 | -    | 90 – 96          | P2 P3   |
| 3 de agosto | 17:30 | República Checa | 3 – 0     | Kazajistán      | 25-15 | 25-20 | 25-21 | -     | -    | 75 – 56          | P2 P3   |

##### Serie S
- Sede: Žatika Sport Centre, Poreč, Croacia
- Las horas indicadas corresponden al huso horario local de Croacia (Hora de verano de Europa central): UTC+2.

| Fecha       | Hora  | Partido   | Partido   | Partido   | Sets  | Sets  | Sets  | Sets  | Sets  | Puntuación total | Reporte |
| Fecha       | Hora  |           | Resultado |           | 1     | 2     | 3     | 4     | 5     | Puntuación total | Reporte |
| ----------- | ----- | --------- | --------- | --------- | ----- | ----- | ----- | ----- | ----- | ---------------- | ------- |
| 1 de agosto | 17:15 | Australia | 0 – 3     | Bulgaria  | 14-25 | 19-25 | 13-25 | -     | -     | 46 – 75          | P2 P3   |
| 1 de agosto | 20:15 | Croacia   | 3 – 0     | Kenia     | 25-20 | 25-17 | 25-22 | -     | -     | 75 – 59          | P2 P3   |
| 2 de agosto | 17:15 | Bulgaria  | 3 – 1     | Kenia     | 21-25 | 25-8  | 25-20 | 25-11 | -     | 96 – 64          | P2 P3   |
| 2 de agosto | 20:15 | Australia | 1 – 3     | Croacia   | 18-25 | 25-20 | 23-25 | 16-25 | -     | 82 – 95          | P2 P3   |
| 3 de agosto | 17:15 | Kenia     | 3 – 2     | Australia | 25-17 | 18-25 | 25-21 | 22-25 | 15-11 | 105 – 99         | P2 P3   |
| 3 de agosto | 20:15 | Croacia   | 1 – 3     | Bulgaria  | 27-25 | 24-26 | 18-25 | 19-25 | -     | 88 – 101         | P2 P3   |

## Ronda final
Cada grupo disputa su propia ronda final, con la excepción de que el ganador de la ronda final del Grupo 2 accede a la ronda final del Grupo 1.

### Grupo 3
- Sede: Arena Samokov, Samokov, Bulgaria.
- Las horas indicadas corresponden al huso horario local de Bulgaria (Hora de verano de Europa oriental – EEST): UTC+3.

#### Semifinales
| Fecha        | Hora  | Partido         | Partido   | Partido    | Sets  | Sets  | Sets  | Sets  | Sets  | Puntuación total | Reporte |
| Fecha        | Hora  |                 | Resultado |            | 1     | 2     | 3     | 4     | 5     | Puntuación total | Reporte |
| ------------ | ----- | --------------- | --------- | ---------- | ----- | ----- | ----- | ----- | ----- | ---------------- | ------- |
| 16 de agosto | 16:10 | República Checa | 3 – 2     | Croacia    | 26-28 | 25-21 | 20-25 | 25-21 | 15-10 | 111 – 105        | P2 P3   |
| 16 de agosto | 19:10 | Bulgaria        | 3 – 1     | Kazajistán | 25-16 | 25-23 | 21-25 | 25-14 | -     | 96 – 78          | P2 P3   |

#### Partido por el3.erlugar
| Fecha        | Hora  | Partido | Partido   | Partido    | Sets  | Sets  | Sets  | Sets | Sets | Puntuación total | Reporte |
| Fecha        | Hora  |         | Resultado |            | 1     | 2     | 3     | 4    | 5    | Puntuación total | Reporte |
| ------------ | ----- | ------- | --------- | ---------- | ----- | ----- | ----- | ---- | ---- | ---------------- | ------- |
| 17 de agosto | 16:10 | Croacia | 3 – 0     | Kazajistán | 25-20 | 25-22 | 25-17 | -    | -    | 75 – 59          | P2 P3   |

#### Final
| Fecha        | Hora  | Partido         | Partido   | Partido  | Sets  | Sets  | Sets  | Sets | Sets | Puntuación total | Reporte |
| Fecha        | Hora  |                 | Resultado |          | 1     | 2     | 3     | 4    | 5    | Puntuación total | Reporte |
| ------------ | ----- | --------------- | --------- | -------- | ----- | ----- | ----- | ---- | ---- | ---------------- | ------- |
| 17 de agosto | 19:10 | República Checa | 0 – 3     | Bulgaria | 16-25 | 13-25 | 17-25 | -    | -    | 46 – 75          | P2 P3   |

### Grupo 2
- Sede: Hala Widowwiskowo Sportowa, Koszalin, Polonia.
- Las horas indicadas corresponden al huso horario local de Polonia (Hora de verano de Europa central – CEST): UTC+2.

#### Semifinales
| Fecha        | Hora  | Partido      | Partido   | Partido     | Sets  | Sets  | Sets  | Sets  | Sets | Puntuación total | Reporte |
| Fecha        | Hora  |              | Resultado |             | 1     | 2     | 3     | 4     | 5    | Puntuación total | Reporte |
| ------------ | ----- | ------------ | --------- | ----------- | ----- | ----- | ----- | ----- | ---- | ---------------- | ------- |
| 15 de agosto | 17:30 | Polonia      | 0 – 3     | Bélgica     | 19-25 | 16-25 | 15-25 | -     | -    | 50 – 75          | P2 P3   |
| 15 de agosto | 20:15 | Países Bajos | 3 – 1     | Puerto Rico | 22-25 | 31-29 | 25-20 | 25-12 | -    | 103 – 86         | P2 P3   |

#### Partido por el3.erlugar
| Fecha        | Hora  | Partido | Partido   | Partido     | Sets  | Sets  | Sets  | Sets | Sets | Puntuación total | Reporte |
| Fecha        | Hora  |         | Resultado |             | 1     | 2     | 3     | 4    | 5    | Puntuación total | Reporte |
| ------------ | ----- | ------- | --------- | ----------- | ----- | ----- | ----- | ---- | ---- | ---------------- | ------- |
| 16 de agosto | 17:30 | Polonia | 0 – 3     | Puerto Rico | 19-25 | 17-25 | 22-25 | -    | -    | 58 – 75          | P2 P3   |

#### Final
| Fecha        | Hora  | Partido | Partido   | Partido      | Sets  | Sets  | Sets  | Sets  | Sets  | Puntuación total | Reporte |
| Fecha        | Hora  |         | Resultado |              | 1     | 2     | 3     | 4     | 5     | Puntuación total | Reporte |
| ------------ | ----- | ------- | --------- | ------------ | ----- | ----- | ----- | ----- | ----- | ---------------- | ------- |
| 16 de agosto | 20:15 | Bélgica | 3 – 2     | Países Bajos | 20-25 | 25-23 | 25-23 | 25-27 | 15-10 | 110 – 108        | P2 P3   |

### Grupo 1
- Sede: Coliseo Ariake, Tokio, Japón.
- Las horas indicadas corresponden al huso horario local de Japón (Hora estándar de Japón – JST): UTC+9.

#### Hexagonal final
|     |         |     | Partidos | Partidos | Partidos | Sets | Sets | Sets  | Puntos | Puntos | Puntos |
| Pos | Equipo  | Pts | PJ       | PG       | PP       | SG   | SP   | Ratio | PG     | PP     | Ratio  |
| --- | ------- | --- | -------- | -------- | -------- | ---- | ---- | ----- | ------ | ------ | ------ |
| 1   | Brasil  | 13  | 5        | 4        | 1        | 14   | 3    | 4.667 | 403    | 314    | 1.283  |
| 2   | Japón   | 12  | 5        | 4        | 1        | 12   | 4    | 3.000 | 401    | 453    | 0.885  |
| 3   | Rusia   | 7   | 5        | 3        | 2        | 10   | 10   | 1.000 | 415    | 443    | 0.937  |
| 4   | Turquía | 7   | 5        | 2        | 3        | 10   | 12   | 0.833 | 475    | 493    | 0.963  |
| 5   | China   | 6   | 5        | 2        | 3        | 8    | 12   | 0.667 | 439    | 443    | 0.991  |
| 6   | Bélgica | 0   | 5        | 0        | 5        | 2    | 15   | 0.133 | 341    | 447    | 0.762  |

| Fecha        | Hora  | Partido | Partido   | Partido | Sets  | Sets  | Sets  | Sets  | Sets  | Puntuación total | Reporte |
| Fecha        | Hora  |         | Resultado |         | 1     | 2     | 3     | 4     | 5     | Puntuación total | Reporte |
| ------------ | ----- | ------- | --------- | ------- | ----- | ----- | ----- | ----- | ----- | ---------------- | ------- |
| 20 de agosto | 12:20 | China   | 3 – 1     | Bélgica | 25-19 | 25-27 | 25-18 | 25-15 | -     | 100 – 79         | P2 P3   |
| 20 de agosto | 15:00 | Turquía | 3 – 2     | Brasil  | 25-18 | 25-23 | 21-25 | 19-25 | 15-12 | 105 – 103        | P2 P3   |
| 20 de agosto | 19:05 | Japón   | 3 – 1     | Rusia   | 22-25 | 25-20 | 25-21 | 25-17 | -     | 97 – 83          | P2 P3   |
| 21 de agosto | 12:20 | Rusia   | 3 – 0     | Bélgica | 25-23 | 25-16 | 25-19 | -     | -     | 75 – 58          | P2 P3   |
| 21 de agosto | 15:00 | Brasil  | 3 – 0     | China   | 25-23 | 25-20 | 25-21 | -     | -     | 75 – 64          | P2 P3   |
| 21 de agosto | 19:05 | Japón   | 3 – 0     | Turquía | 25-13 | 25-17 | 25-17 | -     | -     | 75 – 47          | P2 P3   |
| 22 de agosto | 12:20 | Turquía | 2 – 3     | Rusia   | 22-25 | 24-26 | 25-13 | 27-25 | 12-15 | 110 – 104        | P2 P3   |
| 22 de agosto | 15:00 | Bélgica | 0 – 3     | Brasil  | 10-25 | 12-25 | 12-25 | -     | -     | 34 – 75          | P2 P3   |
| 22 de agosto | 19:05 | China   | 0 – 3     | Japón   | 21-25 | 17-25 | 21-25 | -     | -     | 59 – 75          | P2 P3   |
| 23 de agosto | 12:20 | Turquía | 2 – 3     | China   | 22-25 | 25-18 | 25-22 | 23-25 | 19-21 | 114 – 111        | P2 P3   |
| 23 de agosto | 15:00 | Rusia   | 0 – 3     | Brasil  | 12-25 | 21-25 | 20-25 | -     | -     | 53 – 75          | P2P3    |
| 23 de agosto | 19:05 | Japón   | 3 – 0     | Bélgica | 26-24 | 25-16 | 25-15 | -     | -     | 76 – 55          | P2 P3   |
| 24 de agosto | 12:20 | China   | 2 – 3     | Rusia   | 25-21 | 25-14 | 22-25 | 20-25 | 13-15 | 105 – 100        | P2 P3   |
| 24 de agosto | 15:00 | Bélgica | 1 – 3     | Turquía | 26-24 | 21-25 | 23-25 | 20-25 | -     | 90 – 99          | P2 P3   |
| 24 de agosto | 19:05 | Brasil  | 3 – 0     | Japón   | 25-15 | 25-18 | 27-25 | -     | -     | 77 – 58          | P2 P3   |

## Clasificación final
| Pos. | Equipo               |
| ---- | -------------------- |
| 1    | Brasil               |
| 2    | Japón                |
| 3    | Rusia                |
| 4    | Turquía              |
| 5    | China                |
| 6    | Bélgica              |
| 7    | Estados Unidos       |
| 8    | Serbia               |
| 9    | Corea del Sur        |
| 10   | Italia               |
| 11   | Alemania             |
| 12   | Tailandia            |
| 13   | República Dominicana |
| 14   | Países Bajos         |
| 15   | Puerto Rico          |
| 16   | Polonia              |
| 17   | Argentina            |
| 18   | Perú                 |
| 19   | Canadá               |
| 20   | Cuba                 |
| 21   | Bulgaria             |
| 22   | República Checa      |
| 23   | Croacia              |
| 24   | Kazajistán           |
| 25   | Kenia                |
| 26   | México               |
| 27   | Australia            |
| 28   | Argelia              |

## Distinciones individuales
| Distinción             | Nombre                 | Equipo  |
| ---------------------- | ---------------------- | ------- |
| MVP                    | Sano Yuko              | Japón   |
| Mejor anotadora        | Ozsoy Neriman          | Turquía |
| Mejor atacante         | Liu Xiatong            | China   |
| Mejor bloqueadora      | Fetisova Irina         | Rusia   |
| Mejor servicio         | Kimura Saori           | Japón   |
| Mejor armadora         | Dani Lins              | Brasil  |
| Mejor recepción        | Shinnabe Risa          | Japón   |
| Mejor libero           | Sano Yuko              | Japón   |
| Mejor Director Técnico | José Roberto Guimaraes | Brasil  |